# Masi (Italie)
Pour les articles homonymes, voir Masi.
Masi est une commune italienne de la province de Padoue, dans la région Vénétie.

## Administration
| Période                                  | Période | Identité         | Étiquette    | Qualité |
| ---------------------------------------- | ------- | ---------------- | ------------ | ------- |
| 25/05/2014                               |         | Cosimo Galassini | Lista Civica |         |
| Les données manquantes sont à compléter. |         |                  |              |         |

### Communes limitrophes
Badia Polesine, Castelbaldo, Merlara, Piacenza d'Adige.

## Personnalités liées à la commune
- Alfredo Battisti (1925-2012), archevêque d'Udine de 1972 à 2000, est né à Masi.
- Francesco Boaretti
- Fausto Zonaro